# Van den Meervenne (geslacht)
De familie Van den Meervenne (ook: Brants van den Meervenne) was een Brabantse patriciërsfamilie afkomstig uit Oirschot. De familie is wellicht het meest bekend vanwege Aleid van de Meervenne, de vrouw van de kunstschilder Jeroen Bosch. 
De stamreeks begint met Goijard van den Meervenne (c. 1355-1425), schepen van Oirschot. Hij trouwde rond 1383 met Aleid Brants, dochter van kapelaan en schepen Henrick Brants en de zus van Jordanus Brants, kanunnik en zegelaar van de bisschop van Luik. Daarnaast trouwde hij rond 1405 met Kathelijn van der Putten, dochter van Rutger van der Putten, eveneens afkomstig uit Oirschot.  
Uit het eerste huwelijk kwamen maar liefst zes dochters voort en een zoon genaamd Goijard Goijaertsz van den Meervenne (c. 1387-1455).
Goijard Goijaertsz van den Meervenne werd, net als zijn vader, schepen van Oirschot. Hij trouwde met Geertruida van den Wiel (c. 1390-1455), dochter van Elias van den Wiel. 
Een zoon van Goijard en Geertruida, eveneens genaamd Goijard van den Meervenne (c. 1410-1470), trouwde met Postulina van Arckel (c. 1415-1480), dochter van de Bossche notaris Rutger van Arckel en telg uit de patriciërsfamilie Van Arckel. 
Uit dit huwelijk werd Aleid van den Meervenne (c. 1452-1523) geboren, welke in 1481 trouwde met kunstschilder Jheronimus (Bosch) van Aken, zoon van kunstschilder Anthonis van Aken (c. 1420-1478). 
Naast Aleid van den Meervenne kwam er uit dit huwelijk een dochter voort genaamd Geertruid, welke trouwde met Wijnand Paulus, burgemeester van Zandwijk en telg uit het patriciërsgeslacht Wijnandts van Resant. Daarnaast kwam er nog een zoon voort genaamd mr. Goijard van den Meervenne, welke op 26-jarige leeftijd overleed. 
In 1537 wordt Dirk Goijaertsz van den Meervenne (c. 1510-1560) vermeld als schepen van Den Bosch. Daarnaast wordt hij vermeld als rentmeester van het klooster der Zusters van Orthen. Hij trouwde met Elisabeth Dens. 
Van een dochter uit dit huwelijk, Agnes van den Meervenne (c. 1540-1614), is een goed bewaard gebleven grafmonument te vinden in de Sint-Janskathedraal te Den Bosch. Hierop is tevens het familiewapen van de familie te zien, welke bestaat uit een zeemeermin met een spiegel.